# Danae rufula
Danae rufula es una especie de coleóptero de la familia Endomychidae.

## Distribución geográfica
Habita en Etiopía.